# کربندیل (پنسیلوانیا)
کربندیل (به انگلیسی: Carbondale) شهری در ایالت پنسیلوانیا کشور ایالات متحده آمریکا است که جمعیت آن در سرشماری سال ۲۰۱۰ میلادی، ۸٬۸۹۱ نفر بوده‌است.